# Alberto Rollo
Alberto Vincenzo Rollo (Milano, 4 gennaio 1951) è uno scrittore, saggista e critico letterario italiano.

## La formazione
Nato a Milano il 4 gennaio 1951 in un quartiere popolare di Milano Nord (noto grazie a Giovanni Testori come “il Mac Mahon”), da madre sarta e padre metalmeccanico. Insieme agli studi in Lettere all’Università Statale di Milano (fondamentale il magistero di Sergio Antonielli e di Enzo Paci), frequenta, fra il 1971 e il 1972, la Scuola del Piccolo Teatro di Milano, dove coltiva l’idea, poi abbandonata, di lavorare come regista. Partecipa, nel ’72, al progetto di Valerio Fantinel Gli studenti provano la Comune, un testo poi pubblicato su Sipario in occasione del centenario della Comune di Parigi. Nel 1973 fonda, con Marco Lucchini, Amato Pennasilico, Grazia e Paolo Peduzzi, un gruppo musicale, POR o Piccola Orchestra Rossa, che si esibisce in piccole manifestazioni di provincia e in alcune fabbriche di Milano: la canzoni sono per lo più sue. Durante il servizio militare avvia insieme ad altri compagni il foglio Non ci piace!

## Le riviste e i quotidiani
Gli anni che seguono coincidono con le prime esperienze lavorative, nella scuola come insegnante e come collaboratore della rivista della Pirelli Vado e torno. Alla fine degli anni Settanta entra nella sede milanese degli Editori Riuniti, diretta da Gian Carlo Ferretti, caporedattore Alberto Cadioli, ufficio stampa Rossella Citterio. Scrive sul quotidiano Lotta Continua e partecipa alla conduzione della rivista Peripezie fondata da Giovanni Bianchi, Pino Trotta e Massimo Cacciari (vi pubblica un saggio su Rainer Maria Rilke e una ricognizione sul teatro barocco italiano, Mostro infelice). Collabora con le riviste Quaderni piacentini e Ombre rosse. Entra poi nella redazione del mensile diretto da Goffredo Fofi Linea d’Ombra, del quale, dal 1993, è codirettore insieme a Marcello Flores.
Nel 1980 Rollo inizia una collaborazione con le pagine culturali de L’Unità, che dura per più di quindici anni, al fianco di giornalisti e scrittori come Oreste Pivetta, Grazia Cherchi e Giovanni Giudici. Si occupa per lo più di letteratura anglo-americana ed è fra i primi a riconoscere l’estrema vitalità della letteratura israeliana. Per Linea d’ombra cura un numero tutto dedicato agli scrittori israeliani, realizzato con il contributo dell’Institute for the Translation of Hebrew Literature.
Dagli anni Ottanta cominciano altre collaborazioni: con riviste accademiche come Belfagor (e, più tardi, Letterature e letteratura, diretta da Edoardo Esposito), movimentiste come Quaderni piacentini, Ombre rosse, Lo Straniero (tre testate legate alla frequentazione di Goffredo Fofi) o Maltese Narrazioni (diretta da Marco Drago), Immaginazione, Bianco e Nero o prettamente “editoriali” come Tirature di Vittorio Spinazzola.
Pubblica inoltre saggi su Franco Fortini e Vittorio Sereni, due dei suoi autori di riferimento, in riviste e pubblicazioni legate a convegni letterari, tra cui Testi e testimonianze di critica letteraria.
Dal 2016 appare su La Stampa, Vanity Fair e soprattutto su la Repubblica, e su riviste online come Treccani, DoppioZero e CheFare.

## Il teatro
A partire dagli anni Ottanta si riaccende la passione di Rollo per il teatro e con un gruppo di amici (Giovanni Bacigalupo e Brunella Bracardi) costituisce La Compagnia del Caffè, attiva nell’area del teatro per ragazzi. Nel 1992 esordisce come drammaturgo al Teatro Filodrammatici con Tempi morti (ne parla Giovanni Raboni sulle pagine del Corriere della sera). Prepara un nuovo testo, il dramma L’ultimo giorno di Lorenzo Mantovani, non rappresentato.

## L'editoria
Dopo l’esperienza con Editori Riuniti, durata dal 1980 al 1989, avvia collaborazioni con le case editrici Mondadori e Rizzoli, in particolare per l’area angloamericana, contribuendo alle prime pubblicazioni in Italia di autori come Julian Barnes e J.M. Coetzee.
Dal 1990 lavora alla collana Grandi Opere di De Agostini Editore e scrive video e documentari a tema letterario per GB Studio, tra cui Umbria lunga un giorno per la Regione Umbria e uno speciale in due puntate su Jorge Amado per Canale 5.
Nel 1994 entra in Feltrinelli, dove resta una ventina d’anni prima come responsabile dell’area tascabile e poi come direttore letterario. Fra il 2001 e il 2010 avvia la SuperUe, collana di tascabili originali di narrativa e di non fiction, dove appaiono autori italiani e stranieri (fra gli altri: Efraim Medina Reyes, Eduard Estivill, Curzio Maltese, Gad Lerner, l’Alberto Arbasino di Rap 1 e Rap 2, Daniele Luttazzi, Umberto Galimberti), e collabora a due significativi esordi narrativi italiani: Federico Moccia (Tre metri sopra il cielo è un caso editoriale memorabile) e Giulia Carcasi con il suo Ma le stelle quante sono. Pubblica l’autrice palestinese Suad Amiry con cui, dopo Sharon e mia sua suocera, instaura una bella e duratura amicizia.
Come direttore letterario Rollo stabilisce rapporti duraturi con Stefano Benni (appare anche nel documentario di Enza Negroni Le avventure del lupo), Antonio Tabucchi, Paolo Rumiz, Alessandro Baricco, Gabriele Romagnoli, Maurizio Maggiani, Jonathan Coe (di cui traduce La famiglia Winshaw), Daniel Pennac, Amos Oz, e tiene a battesimo molti esordi: fra questi Simonetta Agnello Hornby, Benedetta Cibrario, Paolo Sorrentino con Hanno tutti ragione, Vinicio Capossela, Stefano Valenti, Vanni Santoni, Matteo Cavezzali.
Cura inoltre la ripresa della collana Le Comete, dove vengono pubblicate o ripubblicate opere di Yakov Shabtai, Clarice Lispector, Giovanni Testori, Giorgio Bassani. Spie di una ricerca letteraria (internazionale e italiana) che contempla riprese e affondi sperimentali sono i romanzi di Luce D’Eramo, le prose del poeta libanese Mahmoud Darwish e parte dell’opera narrativa di uno dei più “eretici” scrittori italiani, Luigi Di Ruscio.
Nel 2017 Michele Dalai gli offre la direzione editoriale di Baldini+Castoldi. L’esperienza è felice ma di breve durata. Nel 2018 opta per una collaborazione con la redazione narrativa di Mondadori, insieme a Carlo Carabba prima e a Giovanni Francesio poi.
Nel 2017 conosce lo scrittore e regista Mattia Torre, con cui nasce una intesa sfociata nella pubblicazione di La vita verticale (Baldini+Castoldi 2017), delle raccolte di racconti e monologhi In mezzo al mare (Mondadori 2018) e, dopo la precoce morte di Torre, A questo poi ci pensiamo (Mondadori 2021).
L’amore per la musica lo avvicina al compositore Fabio Vacchi e fa sì che quest’ultimo attui un vitale incontro creativo con Amos Oz (Lo stesso mare, in scena al Teatro Petruzzelli di Bari nel 2014).

## Traduttore e autore
Dai primi anni Novanta Rollo inizia anche l’esperienza come traduttore, sempre in ambito angloamericano: traduce racconti di William Faulkner e Washington Irving e l’autobiografia di Frank Capra Il nome sopra il titolo (Lucarini Editore 1993, poi Minimum Fax, 2012). Seguono autori come Will Self, Harold Brodkey, Truman Capote e Steven Millhauser, ospitato con un racconto su Linea d’ombra, poi tradotto per Einaudi (1992) e infine pubblicato nella SIS Mondadori (2022). Nel 2022 traduce e cura uno dei racconti più celebri di Henry James, La bestia nella giungla (Il Saggiatore).
Partecipa a vari convegni sulla traduzione letteraria (Urbino) e suoi pezzi sul tema compaiono sulle pubblicazioni di Giornate della Traduzione Letteraria (Voland, Jacobelli).
Nel 2016 esce il suo primo romanzo, Un’educazione milanese (Manni Editori), vincitore del Premio Alvaro-Bigiaretti e del Premio nazionale letterario Pisa (2017), nonché finalista al Premio Strega, al Premio Stresa e al Premio Chianti.
Nel 2017 scrive l’introduzione alla nuova edizione de La verifica dei poteri di Franco Fortini, edita da Il Saggiatore, e cura l’antologia Che cosa ho in testa. Immagini di un mondo in cui valga la pena (Baldini+Castoldi), che ospita testi di Paolo Cognetti, Fabio Geda, Paolo Di Paolo, Lorenzo Marone, Giulio D’Antona e altri autori.
Nel 2020 esce il monologo in versi L’ultimo turno di guardia (Manni Editori), vincitore del Premio Ludomia, finalista al Premio Camaiore - Francesco Belluomini e al Premio Napoli.
Nel 2021 pubblica il suo secondo romanzo, Il miglior tempo, edito da Einaudi Stile Libero.